# Nor-Am Cup 2023
La Nor-Am Cup 2023 è stata la 45ª edizione della manifestazione organizzata dalla Federazione internazionale sci e snowboard.
La stagione maschile è iniziata il 7 dicembre 2022 a Copper Mountain, negli Stati Uniti, e si è conclusa il 28 marzo 2023 a Whistler, in Canada; sono state disputate 24 delle 26 gare in programma (4 discese libere, 5 supergiganti, 7 slalom giganti, 8 slalom speciali), in 7 diverse località. Lo statunitense Isaiah Nelson si è aggiudicato la classifica generale; i suoi connazionali Erik Arvidsson e Samuel Dupratt hanno vinto rispettivamente la classifica di discesa libera e quella di supergigante, il canadese Asher Jordan quella di slalom gigante e lo svizzero Reto Schmidiger quella di slalom speciale. Il canadese Liam Wallace era il detentore uscente della Coppa generale.
La stagione femminile è iniziata il 30 novembre 2022 a Copper Mountain, negli Stati Uniti, e si è conclusa il 28 marzo 2023 a Whistler, in Canada; sono state disputate 25 delle 26 gare in programma (4 discese libere, 5 supergiganti, 8 slalom giganti, 8 slalom speciali), in 8 diverse località. La statunitense Mary Bocock si è aggiudicata sia la classifica generale, sia  quella di supergigante; le sue connazionali Lauren Macuga e Patricia Mangan hanno vinto a pari merito la classifica di discesa libera, la canadese Cassidy Gray quella di slalom gigante e la statunitense Allie Resnick quella di slalom speciale. La statunitense Ava Sunshine Jemison era la detentrice uscente della Coppa generale.
In seguito all'invasione dell'Ucraina, gli atleti russi e bielorussi sono stati esclusi dalle competizioni.

## Uomini

### Risultati
| Data             | Località          | Nazione     | Spec. | Primo            | Secondo                           | Terzo                |
| ---------------- | ----------------- | ----------- | ----- | ---------------- | --------------------------------- | -------------------- |
| 7 dicembre 2022  | Copper Mountain   | Stati Uniti | DH    | Sam Morse        | Kyle Negomir                      | Erik Arvidsson       |
| 8 dicembre 2022  | Copper Mountain   | Stati Uniti | DH    | Erik Arvidsson   | Sam Morse                         | Kyle Negomir         |
| 10 dicembre 2022 | Copper Mountain   | Stati Uniti | SG    | Kyle Negomir     | Samuel Dupratt                    | Sam Morse            |
| 10 dicembre 2022 | Copper Mountain   | Stati Uniti | SG    | Kyle Negomir     | Samuel Dupratt                    | Erik Arvidsson       |
| 12 dicembre 2022 | Beaver Creek      | Stati Uniti | GS    | Jacob Dilling    | Jack Smith                        | Gustav Rosberg Vøllo |
| 13 dicembre 2022 | Beaver Creek      | Stati Uniti | GS    | Cooper Cornelius | Filip Forejtek                    | Jimmy Krupka         |
| 14 dicembre 2022 | Beaver Creek      | Stati Uniti | SL    | Jimmy Krupka     | Filip Forejtek                    | William St-Germain   |
| 15 dicembre 2022 | Beaver Creek      | Stati Uniti | SL    | Justin Alkier    | Filip Forejtek                    | Jimmy Krupka         |
| 3 gennaio 2023   | Burke Mountain    | Stati Uniti | SL    | Cooper Puckett   | Isaiah Nelson                     | Justin Alkier        |
| 4 gennaio 2023   | Burke Mountain    | Stati Uniti | SL    | Isaiah Nelson    | Federico Toscano                  | Jay Poulter          |
| 5 gennaio 2023   | Burke Mountain    | Stati Uniti | GS    | annullata        | annullata                         | annullata            |
| 7 gennaio 2023   | Burke Mountain    | Stati Uniti | SG    | Isaiah Nelson    | Jack Smith                        | Raphaël Lessard      |
| 7 gennaio 2023   | Burke Mountain    | Stati Uniti | SG    | Tristan Lane     | Jack Smith                        | Andri Moser          |
| 23 febbraio 2023 | Mont-Sainte-Marie | Canada      | GS    | Isaiah Nelson    | Andrej Drukarov                   | Justin Alkier        |
| 24 febbraio 2023 | Camp Fortune      | Canada      | SL    | Reto Schmidiger  | Liam Wallace                      | Isaiah Nelson        |
| 27 febbraio 2023 | Mont-Tremblant    | Canada      | GS    | Brian McLaughlin | Liam Wallace                      | Isaiah Nelson        |
| 1º marzo 2023    | Mont-Tremblant    | Canada      | GS    | George Steffey   | Asher Jordan                      | Liam Wallace         |
| 2 marzo 2023     | Mont-Tremblant    | Canada      | SL    | Asher Jordan     | Benjamin Ritchie                  | Jimmy Krupka         |
| 2 marzo 2023     | Mont-Tremblant    | Canada      | SL    | Declan McCormack | Tanguy Nef                        | Billy Major          |
| 5 marzo 2023     | Burke Mountain    | Stati Uniti | GS    | Asher Jordan     | Andrej Drukarov                   | Christian Borgnaes   |
| 22 marzo 2023    | Whistler          | Canada      | DH    | Erik Arvidsson   | Kyle Negomir                      | Jeffrey Read         |
| 23 marzo 2023    | Whistler          | Canada      | DH    | Jared Goldberg   | Erik Arvidsson Broderick Thompson |                      |
| 25 marzo 2023    | Whistler          | Canada      | SG    | annullata        | annullata                         | annullata            |
| 26 marzo 2023    | Whistler          | Canada      | SG    | Jeffrey Read     | Isaiah Nelson                     | Erik Arvidsson       |
| 27 marzo 2023    | Whistler          | Canada      | GS    | Isaiah Nelson    | Asher Jordan                      | Liam Wallace         |
| 28 marzo 2023    | Whistler          | Canada      | SL    | Jett Seymour     | Reto Schmidiger                   | Benjamin Ritchie     |

Legenda:

DH = discesa libera

SG = supergigante

GS = slalom gigante

SL = slalom speciale

### Classifiche

#### Generale
| Pos. | Nome           | Nazione     | Punti |
| ---- | -------------- | ----------- | ----- |
| 1    | Isaiah Nelson  | Stati Uniti | 902   |
| 2    | Jack Smith     | Stati Uniti | 542   |
| 3    | Asher Jordan   | Canada      | 535   |
| 4    | Justin Alkier  | Canada      | 529   |
| 5    | Samuel Dupratt | Stati Uniti | 506   |
| 5    | Kyle Negomir   | Stati Uniti | 506   |
| 7    | Erik Arvidsson | Stati Uniti | 505   |
| 8    | Jimmy Krupka   | Stati Uniti | 477   |
| 9    | Jay Poulter    | Stati Uniti | 435   |
| 10   | Sam Morse      | Stati Uniti | 396   |

#### Discesa libera
| Pos. | Nome           | Nazione     | Punti |
| ---- | -------------- | ----------- | ----- |
| 1    | Erik Arvidsson | Stati Uniti | 340   |
| 2    | Kyle Negomir   | Stati Uniti | 270   |
| 3    | Sam Morse      | Stati Uniti | 259   |
| 4    | Wiley Maple    | Stati Uniti | 140   |
| 5    | Jared Goldberg | Stati Uniti | 136   |

#### Supergigante
| Pos. | Nome           | Nazione     | Punti |
| ---- | -------------- | ----------- | ----- |
| 1    | Samuel Dupratt | Stati Uniti | 278   |
| 2    | Jack Smith     | Stati Uniti | 268   |
| 3    | Kyle Negomir   | Stati Uniti | 236   |
| 4    | Isaiah Nelson  | Stati Uniti | 230   |
| 5    | Tristan Lane   | Stati Uniti | 218   |

#### Slalom gigante
| Pos. | Nome            | Nazione     | Punti |
| ---- | --------------- | ----------- | ----- |
| 1    | Asher Jordan    | Canada      | 350   |
| 2    | Isaiah Nelson   | Stati Uniti | 322   |
| 3    | Liam Wallace    | Canada      | 295   |
| 4    | Andrej Drukarov | Lituania    | 234   |
| 5    | Justin Alkier   | Canada      | 210   |

#### Slalom speciale
| Pos. | Nome               | Nazione     | Punti |
| ---- | ------------------ | ----------- | ----- |
| 1    | Reto Schmidiger    | Svizzera    | 330   |
| 2    | Isaiah Nelson      | Stati Uniti | 269   |
| 3    | Justin Alkier      | Canada      | 256   |
| 4    | Jimmy Krupka       | Stati Uniti | 242   |
| 5    | William St-Germain | Canada      | 224   |

## Donne

### Risultati
| Data             | Località          | Nazione     | Spec. | Prima                         | Seconda           | Terza            |
| ---------------- | ----------------- | ----------- | ----- | ----------------------------- | ----------------- | ---------------- |
| 30 novembre 2022 | Copper Mountain   | Stati Uniti | GS    | Britt Richardson              | Cassidy Gray      | A J Hurt         |
| 1º dicembre 2022 | Copper Mountain   | Stati Uniti | GS    | Britt Richardson              | Sara Rask         | Kjersti Moritz   |
| 2 dicembre 2022  | Copper Mountain   | Stati Uniti | SL    | Allie Resnick                 | Zoe Zimmermann    | Kiara Alexander  |
| 3 dicembre 2022  | Copper Mountain   | Stati Uniti | SL    | Kiara Alexander               | Sara Rask         | Zoe Zimmermann   |
| 7 dicembre 2022  | Copper Mountain   | Stati Uniti | DH    | Patricia Mangan               | Allison Mollin    | Cheyenne Brown   |
| 8 dicembre 2022  | Copper Mountain   | Stati Uniti | DH    | Patricia Mangan               | Lauren Macuga     | Haley Cutler     |
| 9 dicembre 2022  | Copper Mountain   | Stati Uniti | SG    | Kiara Alexander Sarah Bennett |                   | Mary Bocock      |
| 9 dicembre 2022  | Copper Mountain   | Stati Uniti | SG    | Kiara Alexander               | Sarah Bennett     | Haley Cutler     |
| 3 gennaio 2023   | Stratton          | Stati Uniti | SL    | Sara Rask                     | Nora Brand        | Allie Resnick    |
| 4 gennaio 2023   | Stratton          | Stati Uniti | SL    | Nora Brand                    | Sara Rask         | Reece Bell       |
| 8 gennaio 2023   | Burke Mountain    | Stati Uniti | SG    | Patricia Mangan               | Tatum Grosdidier  | Mary Bocock      |
| 8 gennaio 2023   | Burke Mountain    | Stati Uniti | SG    | Mary Bocock                   | Tatum Grosdidier  | Haley Cutler     |
| 23 febbraio 2023 | Camp Fortune      | Canada      | SL    | Nina O'Brien                  | Zoe Zimmermann    | Lila Lapanja     |
| 24 febbraio 2023 | Mont-Sainte-Marie | Canada      | GS    | Nina O'Brien                  | Adriana Jelínková | Katie Hensien    |
| 27 febbraio 2023 | Georgian Peaks    | Canada      | GS    | Cassidy Gray                  | Katie Hensien     | Britt Richardson |
| 28 febbraio 2023 | Georgian Peaks    | Canada      | GS    | Cassidy Gray                  | Nina O'Brien      | Britt Richardson |
| 1º marzo 2023    | Osler Bluff       | Canada      | SL    | Ali Nullmeyer                 | Madison Hoffman   | Katie Hensien    |
| 2 marzo 2023     | Osler Bluff       | Canada      | SL    | Katie Hensien                 | Madison Hoffman   | Zoe Zimmermann   |
| 5 marzo 2023     | Stratton          | Stati Uniti | GS    | Mary Bocock                   | Cassidy Gray      | Elisabeth Bocock |
| 6 marzo 2023     | Stratton          | Stati Uniti | GS    | Madison Hoffman               | Mary Bocock       | Elisabeth Bocock |
| 22 marzo 2023    | Whistler          | Canada      | DH    | Lauren Macuga                 | Cassidy Gray      | Britt Richardson |
| 23 marzo 2023    | Whistler          | Canada      | DH    | Lauren Macuga                 | Patricia Mangan   | Mary Bocock      |
| 25 marzo 2023    | Whistler          | Canada      | SG    | annullata                     | annullata         | annullata        |
| 26 marzo 2023    | Whistler          | Canada      | SG    | Mary Bocock                   | Lauren Macuga     | Patricia Mangan  |
| 27 marzo 2023    | Whistler          | Canada      | GS    | Britt Richardson              | Madison Hoffman   | Allie Resnick    |
| 28 marzo 2023    | Whistler          | Canada      | SL    | Lila Lapanja                  | Liv Moritz        | Dasha Romanov    |

Legenda:

DH = discesa libera

SG = supergigante

GS = slalom gigante

SL = slalom speciale

### Classifiche

#### Generale
| Pos. | Nome             | Nazione     | Punti |
| ---- | ---------------- | ----------- | ----- |
| 1    | Mary Bocock      | Stati Uniti | 883   |
| 2    | Cassidy Gray     | Canada      | 876   |
| 3    | Dasha Romanov    | Stati Uniti | 720   |
| 4    | Britt Richardson | Canada      | 715   |
| 5    | Allie Resnick    | Stati Uniti | 631   |
| 6    | Patricia Mangan  | Stati Uniti | 530   |
| 7    | Madison Hoffman  | Australia   | 523   |
| 8    | Haley Cutler     | Stati Uniti | 477   |
| 9    | Lauren Macuga    | Stati Uniti | 442   |
| 10   | Zoe Zimmermann   | Stati Uniti | 441   |

#### Discesa libera
| Pos. | Nome            | Nazione     | Punti |
| ---- | --------------- | ----------- | ----- |
| 1    | Lauren Macuga   | Stati Uniti | 280   |
| 1    | Patricia Mangan | Stati Uniti | 280   |
| 3    | Haley Cutler    | Stati Uniti | 196   |
| 4    | Cheyenne Brown  | Stati Uniti | 172   |
| 5    | Skylar Sheppard | Stati Uniti | 146   |

#### Supergigante
| Pos. | Nome             | Nazione     | Punti |
| ---- | ---------------- | ----------- | ----- |
| 1    | Mary Bocock      | Stati Uniti | 320   |
| 2    | Patricia Mangan  | Stati Uniti | 250   |
| 3    | Tatum Grosdidier | Stati Uniti | 213   |
| 4    | Kiara Alexander  | Canada      | 200   |
| 4    | Haley Cutler     | Stati Uniti | 200   |
| 4    | Dasha Romanov    | Stati Uniti | 200   |

#### Slalom gigante
| Pos. | Nome             | Nazione     | Punti |
| ---- | ---------------- | ----------- | ----- |
| 1    | Cassidy Gray     | Canada      | 505   |
| 2    | Britt Richardson | Canada      | 501   |
| 3    | Mary Bocock      | Stati Uniti | 398   |
| 4    | Madison Hoffman  | Australia   | 327   |
| 5    | Elisabeth Bocock | Stati Uniti | 242   |

#### Slalom speciale
| Pos. | Nome           | Nazione     | Punti |
| ---- | -------------- | ----------- | ----- |
| 1    | Allie Resnick  | Stati Uniti | 401   |
| 2    | Zoe Zimmermann | Stati Uniti | 375   |
| 3    | Sara Rask      | Svezia      | 310   |
| 4    | Nora Brand     | Germania    | 281   |
| 5    | Lila Lapanja   | Stati Uniti | 250   |